# حسين أون
تون حسين بن داتو اون (12 فبراير 1922 - 29 مايو 1990) رئيس الوزراء الثالث لماليزيا.

## روابط خارجية
- حسين أون على موقع الموسوعة البريطانية (الإنجليزية)
- حسين أون على موقع مونزينجر (الألمانية)